# Beautiful 'Cause You Love Me
Beautiful 'Cause You Love Me  è un brano musicale del gruppo pop britannico Girls Aloud, pubblicato come singolo il 17 dicembre 2012 dall'etichetta discografica Polydor.

## Il brano
Il brano è stato scritto da Rachel Moulden e prodotto da Jim Eliot. Si tratta del secondo singolo nella storia del gruppo musicale a non essere stato prodotto dal gruppo degli Xenomania, che hanno curato tutta la loro discografia ad eccezione della cover di Walk This Way degli Aerosmith realizzata con il gruppo delle Sugababes e pubblicata nel 2007. Registrato nel mese di maggio del 2012, si tratta inoltre di uno degli inediti della seconda raccolta pubblicata dalle Girls Aloud, Ten, pubblicata in occasione del decennale dalla nascita della girl band e  dopo una pausa dell'attività del gruppo durata quasi quattro anni.

## Il singolo
Il brano è stato presentato al pubblico il 13 novembre 2012 su BBC Radio 2, e pubblicato ufficialmente come singolo digitale il successivo 17 dicembre come secondo estratto dalla raccolta Ten. Piazzatosi alla posizione 97 della classifica britannica dei singoli subito dopo l'uscita del disco in cui era contenuto, il brano non è riuscito a entrare in classifica dopo la sua pubblicazione come singolo, risultando così essere il primo delle Girls Aloud a mancare un piazzamento in classifica come singolo.
È stata l'ultima pubblicazione discografica del gruppo, che si è sciolto definitivamente nel 2013, con la conclusione del tour Ten: The Hits Tour.

## Tracce
1. Beautiful 'Cause You Love Me – 3:29

## Classifiche
| Classifica (2012/2013) | Posizione raggiunta |
| ---------------------- | ------------------- |
| Scozia                 | 75                  |
| Irlanda                | 80                  |
| Regno Unito            | 97                  |